# Číměř (Vysočina)
Číměř (in tedesco Tschimiersch) è un comune della Repubblica Ceca facente parte del distretto di Třebíč, nella regione di Vysočina.